# Общество посещения бедных
Общество посещения бедных — благотворительная организация, существовавшая с 1846 года по 1855 год в Санкт-Петербурге.

## Цель
В Правилах Общества, утверждённых 12 апреля 1846 года императором Николаем I, его целью указывалось посещение жителей столицы, впавших в крайнюю нужду и обратившихся за материальной помощью, для удостоверения их бедственного состояния и посредничества между ними и благотворителями.

## История
Основано 12 мая 1846 года по инициативе писателя графа Владимира Александровича Соллогуба под попечительством герцога Максимилиана Лейхтенбергского. В его отсутствие эту должность исполнял директор Почтового департамента Фёдор Иванович Прянишников. В 1848 году (по другим сведениям — в 1851 году) Общество посещения бедных было присоединено к Императорскому человеколюбивому обществу, однако сохранило некоторую независимость под управлением собственного попечителя. 18 января 1854 года, после смерти герцога Лейхтенбергского, попечительство принял на себя великий князь Константин Николаевич. Высочайшим повелением Общество закрыто в 1855 году. По некоторым сведениям, это явилось следствием интриг со стороны членов «Императорского человеколюбивого общества», видевших себе угрозу в успешной деятельности «Общества посещения бедных».

## Структура и состав
Руководящим органом Общества было Распорядительное собрание, состоящее не менее чем из семи членов-распорядителей, избираемых на год, под предводительством постоянного председателя — князя Владимира Фёдоровича Одоевского. В Распорядительное собрание в разные годы входили Николай Васильевич Путята, Дмитрий Петрович Хрущев, Н. Д. Философов, граф Александр Алексеевич Бобринский, Василий Антонович Инсарский (некоторое время исполнял обязанности председателя), Александр Карлович Оде-де-Сион, М. Н. Лонгвинов, З. Н. Мухторов, Н. П. Перцов, А. А. Вагнер, И. И. Панаев, князь Лев Николаевич Гагарин, П. А. Галахов, граф Михаил Юрьевич Виельгорский, князь Дмитрий Александрович Оболенский, А. И. Эмичев.
Общество состояло из некоторого числа почётных членов — придворных и представителей высшей петербургской аристократии; членов-благотворителей, вносящих в его кассу определённую сумму или делающих трудовой вклад и не имеющих каких-либо обязанностей, а также членов-посетителей, вносящих ежегодный взнос 15 рублей серебром и обязанных лично посещать бедных не менее одного раза в месяц по указанию членов-распорядителей. На 1 января 1853 года в обществе числилось 252 члена: 6 членов-благотворителей, 200 — членов-посетителей, 42 — члена-медика и 4 зубных врача. Кроме того, 32 медика различных специальностей содействовали обществу, не числясь его членами.
Контора общества в 1850-е располагалась в доме полковника Аничкова на Садовой улице 48, близ Юсуповского сада.

## Благотворительные заведения
Обществом было организовано и опекалось несколько благотворительных заведений, которыми руководили члены-распорядители:
- «Лечебница для приходящих» — существующее и поныне первое в России медицинское учреждение поликлинического типа, и первое, оказывавшее помощь пациентам независимо от их сословия, чина и пола. Была учреждена Обществом по инициативе голландского медика Ф. Ф. Фан-дер-Фляаса в 1849 году и открылась 15 апреля 1850 года в доме Лихиных на углу Вознесенского проспекта и Глухого переулка, 19. Устав для больницы составил член-распорядитель Общества — Николай Васильевич Путята. Была рассчитана на 60—80 посещений в день. После 1854 года переименована в «Максимилиановскую лечебницу» в честь попечителя Общества. Распорядитель — Путята, управляющий — доктор Фан-дер-Фляас[2][1].
- «Семейная квартира» на 80 человек (42 семейства) с рукодельней, которая давала средства на её содержание, и детской комнатой на 10—15 детей в доме госпожи Яниковой в Песках на Конногвардейской улице. Распорядители — Оде-де-Сион, Инсарский, попечительница — В. И. Опочинина[1].
- Общая квартира для неимущих на 66 человек в доме Авериной по улице Большой Зеленина, 9. Попечительница графиня Е. А. Орлова-Денисова[1].
- Кузнецовское женское училище, где 17 воспитанниц обучались на средства общества, а более 130 — на средства частных благотворителей и организаций. Располагалось в дом аудитора Савельева на Петербургской стороне. Попечительница — А. К. Карамзина, помощница — княгиня З. С. Оболенская, начальница — графиня Е. Е. Мусина-Пушкина[1].
- Детский ночлег на 56 мальчиков, 18 из них содержались на средства общества, остальные на пожертвования от частных лиц. Первоначально располагалась на Большом проспекте Петербургской стороны, позже — в доме Авериной[1].
- Школа для малолетних на 37 детей обоего пола от 4 до 9 лет в доме госпожи Хендерсон в 11-й роте Измайловского полка. Распорядитель — Оде-де-Сион[1].
- Рукодельни на 130 тружениц 1-я в доме Германа на Большом проспекте Петербургской стороны и 2-я в доме статской советницы Благочевой на Английском проспекте[1].
- Магазин для продажи изделий бедных ремесленников в доме Лопатина (ныне — Невский проспект, 84). Распорядительница — графиня А. К. Воронцова-Дашкова, член правления — Оде-де-Сион[1].

## Финансирование общества
Средства общества складывались из частных пожертвований и членских взносов, а также из доходов от благотворительных мероприятий — балов, концертов, лотерей-аллегри (с немедленным вручением выигрыша). Ежегодно поступало 3000 рублей от Городской распорядительной думы. К 1852 году Общество располагало сведениями о более чем 30 000 нуждающихся разного звания. В помощь им поступило почти 39 000 рублей. Единовременные пособия разного рода были выданы 3 191 семейству, постоянные пособия выдавались 603 семействам. Пособия были денежными или одеждой, дровами, продуктами, лекарствами, определением в мастерские, стипендиями учащимся, билетами в лечебницы, бесплатными медицинскими консультациями.

## Известные личности — члены Общества
- Прянишников, Фёдор Иванович[3].
- князь Одоевский, Владимир Фёдорович
- Путята, Николай Васильевич.
- Хрущов, Дмитрий Петрович.
- граф Бобринский, Александр Алексеевич.
- Инсарский, Василий Антонович.
- Оде-де-Сион, Александр Карлович.
- князь Гагарин, Лев Николаевич.
- граф Виельгорский, Михаил Юрьевич.
- князь Оболенский, Дмитрий Александрович.
- доктор Окель, Фёдор Петрович